# Cometa Humason
El Cometa Humason, nom oficial C/1961 R1 (a.k.a. 1962 VIII i 1961i), és un cometa no periòdic, descobert per Milton L. Humason el primer de setembre de 1961. El seu periheli estava molt més enllà de l'òrbita del planeta Mart, en 2.133 Unitats Astronòmiques. El seu període és 2940 anys, i el seu diàmetre aproximadament 41 kilòmetres. És un cometa gegant, molt més actiu que un estel normal per la seva distància al Sol, amb una magnitud absoluta de +1.5, cent vegades més brillant que un cometa mitjà. És precisament la seva grandària el que li dona la seva rellevància.